# Joodse begraafplaats (Kolham)
De Joodse begraafplaats aan de Knijpslaan te Kolham was eigendom van de Joodse gemeente van Hoogezand-Sappemeer. Reeds aan het begin van de 18de eeuw vestigden zich hier de eerste Joden, maar pas in 1810 kregen ze een eigen synagoge in de Kalkwijk. De gemeente begroef haar doden in Farmsum of Groningen, maar er ontstonden problemen toen de Joodse gemeente van Hoogezand-Sappemeer niet altijd op tijd betaalde en zelfs een keer een lichaam naar Groningen stuurde, zonder dat men daar van wist.
De Joodse gemeente was al lang op zoek naar een eigen begraafplaats en vond deze in 1836 in Kolham. In 1878 kwam op de begraafplaats een metaheerhuis te staan, maar dat was 50 jaar later zo bouwvallig geworden, dat het moest worden afgebroken. Op de begraafplaats ligt nog een steen met de inscriptie "Klein en groot zijn daar gelijk, de slaaf is vrij van zijn heer" (Job 3,19). Hoogstwaarschijnlijk was deze steen ingemetseld in het metaheerhuisje.
Op de begraafplaats staan 140 zerken, maar er zijn ten minste 194 graven bekend. In de vroegste jaren van de begraafplaats werd veel gebruikgemaakt van houten grafmonumenten. Deze zijn binnen een paar jaar verteerd. Ook de administratie van de begraafplaats is verloren gegaan.
Na de Tweede Wereldoorlog werd de gemeente bij Groningen gevoegd. De plaatselijke overheden van Hoogezand-Sappemeer en Slochteren verzorgen het beheer van de Joodse begraafplaats in Kolham.